# Booty Call
Booty Call es una película de comedia de 1997, escrita por J. Stanford Parker (acreditado como Bootsie) y Takashi Bufford, y dirigida por Jeff Pollack. La película es protagonizada por Jamie Foxx, Tommy Davidson, Tamala Jones, y Vivica A. Fox.

## Argumento
Es sobre un hombre afroamericano llamado Rushon (Davidson) que ha estado saliendo con su novia Nikki (Jones) durante siete semanas. Se gustan, pero su relación no se ha consumado; Nikki no está segura sí su relación está lista para la siguiente etapa.
Rushon le pide una cita a Nikki, pero Nikki quiere una doble cita. Ella lleva su amiga Lysterine (Vivica A. Fox) y Rushon lleva a su "chico malo" Bunz (Jamie Foxx). Lysti y Bunz se llevan bastante bien rápidamente, y para la sorpresa de Rushon, Nikki decide que es tiempo para que su relación pase a la siguiente etapa. Sin embargo, tienen un problema: son los años 1990, y todos quieren practicar "sexo seguro". Por lo tanto, Rushon y Bunz deben ir por aventuras salvajes tratando de encontrar "protección" antes que el estado de ánimo de la noche se evapore.

## Elenco
- Jamie Foxx — Bunz
- Tamala Jones — Nikki
- Tommy Davidson — Rushon Askins
- Vivica A. Fox — Lysterine
- Amy Monique Waddell — Arguing Woman
- Art Malik — Akmed
- Bernie Mac — Judge Peabody
- David Hemblen — Dr. Blade
- Gedde Watanabe — Chan
- Karen Robinson — Admitting Nurse
- Ric Young — Mr. Chiu
- Scott LaRose — Singh

## Banda sonora
La banda sonora oficial, que consistió en música R&B y hip hop, fue lanzado el 25 de febrero de 1997 por Jive Records. Llegó al número 24 en Billboard 200 y 4 en Top R&B/Hip-Hop Albums y fue certificado platino el 18 de noviembre de 1998.